# Italské listy
Italské listy jsou cestopisy, líčí cestu Karla Čapka po Itálii v roce 1923. Jsou to první z jeho řady cestopisných črt a fejetonů, které nesou pečeť Čapkova výrazného stylu, přitažlivým způsobem přibližují charakter, kulturu i všední život těchto zemí. Karel Čapek navštívil a čtenářům přiblížil hlavní kulturní a historická centra Itálie – Benátky, Florencii, Neapol, Palermo, Řím, Pisu, Janov, Milán, Bolzano, ale i venkovská místa. Nehodnotí ovšem jen italskou kulturu a povahu, ale také např. velmi humorně popisuje narůstající fašistickou diktaturu tzv. Mussoliniho „černokošiláčů“. Jedná se o „cestopisný fejeton“, který nejprve vycházel postupně, po kapitolách, v Lidových novinách. Autor jednotlivé kapitoly posílal do Československa přímo z cest, až později došlo k jejich sebrání v knižní podobě.[chybí lepší zdroj]